# UNFINISH-あの日の君がいる-
『UNFINISH-あの日の君がいる-』（アンフィニッシュ-あのひのきみがいる-）は、1994年5月25日に日本コロムビアから発売された中西保志の6枚目のシングル。

## 収録曲
1. UNFINISH-あの日の君がいる-
作詞：前田たかひろ　作曲：金田一郎　編曲：岩崎文紀
  - エプソンカラープリンター イメージソング
  - 富士通FMVシリーズ イメージソング
2. 愛が見えたとき
作詞：並河祥太　作曲：松本俊明　編曲：富田素弘
3. UNFINISH-あの日の君がいる-（オリジナル・カラオケ）